# Murat Kodzokov
Murat Kodzokov (rusky: Мурат Кодзоков), (* 21. červenec 1986 Kabardsko-Balkarsko, Sovětský svaz) je reprezentant Ruska v judu. Původem je Adygejec.
Patří k nejlepším judistům lehké váhy a v roce 2012 se kvalifikoval na olympijské hry v Londýně. Ruskou nominaci však prohrál s Isajevem.

## Výsledky
| Turnaj             | 2011 | 2012 | 2013 |
| ------------------ | ---- | ---- | ---- |
| Mistrovství světa  | úč.  | -    | úč.  |
| Mistrovství Evropy | 2.   | dns  | 5.   |